# Ripipteryx ornata
Ripipteryx ornata är en insektsart som beskrevs av Lucien Chopard 1927. Ripipteryx ornata ingår i släktet Ripipteryx och familjen Ripipterygidae. Inga underarter finns listade i Catalogue of Life.